# Florian Neuner
Florian Neuner (* 29. April 1972 in Wels) ist ein österreichischer Schriftsteller und Publizist.

## Leben und aktuelle Tätigkeiten
Florian Neuner studierte Germanistik und Philosophie an den Universitäten Salzburg, Wien, Frankfurt am Main und zuletzt Berlin, wo er seit 1995 lebt. Als Hörfunkautor ist er hauptsächlich für Deutschlandfunk Kultur zu Neuer Musik tätig. Von 2003 bis 2006 war Neuner Mitherausgeber der Literaturzeitschrift perspektive. Gemeinsam mit der Schriftstellerin Lisa Spalt gründete er 2007 die jährlich im Klever Verlag erscheinende Zeitschrift Idiome. Hefte für Neue Prosa. Er ist Mitglied der Linzer Künstlervereinigung MAERZ und der Grazer Autorenversammlung (GAV). Für MAERZ kuratiert er die Lesereihe maerz_sprachkunst. Die Idiome werden seit 2011 gemeinsam mit Ralph Klever herausgegeben, für das charakteristische Layout und Graphikdesign blieb weiterhin Reiko Kammer verantwortlich.  

## Auszeichnungen und Förderungen
- 2001 Förderungsstipendium für Literatur der Stadt Linz
- 2005 Aufenthaltsstipendium im Thomas-Bernhard-Archiv, Gmunden
- 2006 Aufenthaltsstipendium im Domus Artium, Paliano
- 2006/07 Aufenthaltsstipendium im Künstlerdorf Schöppingen
- 2008 Stipendium für einen Arbeitsaufenthalt im Künstlerhaus Lukas in Ahrenshoop
- 2008 Aufenthaltsstipendium im Domus Artium, Malo bei Vicenza
- 2009 Förderpreis zum Heimrad-Bäcker-Preis
- 2009 Adalbert-Stifter-Stipendium des Landes Oberösterreich
- 2010 Alfred-Döblin-Stipendium
- 2012 Aufenthaltsstipendium im Egon Schiele Art Centrum, Český Krumlov
- 2013 Aufenthaltsstipendium im Künstlerhof Schreyahn
- 2020/21 Aufenthaltsstipendium im Gastatelier der Villa Rabl, Bad Hall
- 2021/22 Stadtschreiber von Graz[2]
- 2022 Outstanding Artist Award für Literatur der Republik Österreich[3]
- 2023 Essaypreis „neue texte“ (Heimrad-Bäcker-Preis)[4]

## Werke
- Und käme schwarzer Sturm gerauscht, edition linz in der Bibliothek der Provinz, Linz 2001, ISBN 978-3-85252-390-3.
- Jena, Paradies, Ritter Verlag, Klagenfurt/Wien 2004, ISBN 978-3-85415-364-1.
- China Daily, Kleine Idiomatische Reihe, Wien 2006, ISBN 978-3-9502202-1-6.
- Zitat Ende, Ritter Verlag, Klagenfurt/Wien 2007, ISBN 978-3-85415-405-1.
- Ruhrtext. Eine Revierlektüre, Klever Verlag, Wien 2010, ISBN 978-3-902665-17-1.
- Satzteillager, Klever Verlag, Wien 2011, ISBN 978-3-902665-34-8.
- Moor (oder Moos). Eine den Inseltexten vorgelagerte Textinsel, Verlag Peter Engstler, Ostheim vor der Rhön 2013, ISBN 978-3-941126-47-3.
- Inseltexte, Klever Verlag, Wien 2014, ISBN 978-3-902665-82-9.
- Drei Tote, Verlag Peter Engstler, Ostheim vor der Rhön 2017, ISBN 978-3-941126-99-2.
- Ramsch. Drei Erzählungen, distillery, Berlin 2019, ISBN 978-3-941330-49-8.
- Rost. Eine psychogeographische Expedition, Ritter Verlag, Klagenfurt, Graz und Wien 2021, ISBN 978-3-85415-612-3.
- Für eine andere Literatur. Reaktionen, Rezensionen, Interventionen, Klever Verlag, Wien 2022, ISBN 978-3-903110-87-8.
- gewieher & trompetenhall, Verlag Klingental, Cormoret 2024, ISBN 978-2-940765-05-8.
- BrucknerMaterial, Klever Verlag, Wien 2024, ISBN 978-3-99156-010-4.
- Die endgültige Totalverramschung – Ungekürzte Ausgabe, Ritter Verlag, Klagenfurt, Graz und Wien 2024, ISBN 978-3-85415-678-9.

## Herausgeberschaften (Auswahl)
- Europa erlesen: Ruhrgebiet (gemeinsam mit Thomas Ernst), Wieser Verlag, Klagenfurt 2009, ISBN 978-3-85129-794-2.
- Das Schwarze sind die Buchstaben. Das Ruhrgebiet in der Gegenwartsliteratur (gemeinsam mit Thomas Ernst), assoverlag, Oberhausen 2010, ISBN 978-3-938834-50-3.
- Heinz-Klaus Metzger: Die freigelassene Musik. Schriften zu John Cage (gemeinsam mit Rainer Riehn), Klever Verlag, Wien 2012, ISBN 978-3-902665-40-9.
- Chris Bezzel: tagebuchtage, Ritter Verlag, Klagenfurt 2014, ISBN 978-3-85415-510-2.
- Chris Bezzel: namor. roman, Ritter Verlag, Klagenfurt 2015, ISBN 978-3-85415-542-3.
- Der unfassbare Klang: Notationskonzepte heute (gemeinsam mit Christoph Herndler), Klever Verlag, Wien 2015, ISBN 978-3-902665-79-9.
- Autorenmusik. Erkundungen im Zwischenreich von Sprache und Musik (gemeinsam mit Harald Muenz), Reinecke & Voß, Leipzig 2019, ISBN 978-3-942901-33-8.
- zeichen setzen. für waltraud seidlhofer, Reinecke & Voß, Leipzig 2019, ISBN 978-3-942901-39-0.
- Dieter Roth. Zum literarischen Werk des Künstlerdichters (gemeinsam mit Thomas Eder). Edition text + kritik, München 2021, ISBN 978-3-96707-496-3
- Die Kunst des Lesens. Sebastian Kiefers Lektüren, Ritter Verlag, Klagenfurt, Graz und Wien 2023, ISBN 978-3-85415-649-9

## Hörspiele (Auswahl)
- leichter schluckauf am späten abend - Literatur als Radiokunst, ORF Kunstradio, 2014.
- Asche (1. Teil: Auf Achse; 2. Teil: Zur Sache) The Artist’s Corner, ars acustica, HR, 2020.